# Gamba blanca
La gamba blanca (Parapenaeus longirostris) és un crustaci decàpode de la família Penaeidae que té generalment el seu hàbitat en l'Atlàntic, en la zona del Golf de Cadis, concretament en la costa de la província de Huelva.

## Característiques
Presenta un rostre convex en la seva meitat basal, còncau, aplanat pel lateral i lleugerament dirigit cap a dalt. La seva vora inferior és inerme i el superior mostra set dents en la part convexa. El rostre continua en una carena que arriba fins a la vora posterior del closca, en aquesta es troba una dent característica. Als costats del closca s'aprecia una sutura longitudinal. El tèlson és estret i de forma apuntada amb tres dents fixes. És de tonalitat rosa pàl·lida excepte en la regió gàstrica on, a causa de la seva translúcides, sembla violeta. Pot aconseguir fins als 20 cm de longitud. Habita en sòls arenós d'entre 180 i 450 metres de profunditat.

## Producte alimentós
Sol capturar-se en la costa de Huelva (Espanya), en la del Marroc i en algunes zones del Mediterrani de manera artesanal. Pel seu predilecció especial en la cuina és comuna trobar en els mercats interiors un altre tipus de gamba sota una altra denominació. Sol preparar-se cuita i agregant-li sal grossa, o pelada en truites i ensalades, i per a la seva difusió solen existir en la costa onubense fires anuals dedicades a aquest producte com les de Punta Umbría o Huelva.